# 포크로우스크
포크로우스크(우크라이나어: Покровськ, 러시아어: Покровск 포크롭스크[*])는 우크라이나 도네츠크주에 위치한 도시로 면적은 29.7km2, 인구는 2,593명(2025년 기준)이다.
1875년에 러시아 제국 철도부에 의해 건설되었으며 당시에는 그리시노(러시아어: Гришино, 우크라이나어: Гришино 흐리시노[*])라고 명명되었다. 1938년부터 2016년까지는 소련의 붉은 군대를 기념하기 위하여 크라스노아르미스크(우크라이나어: Красноармі́йськ, 러시아어: Красноарме́йск 크라스노아르메이스크[*])라는 이름으로 불렀다. 2016년 5월에 우크라이나의 탈공산화 정책에 따라 포크로우스크로 이름을 바꿨다.

시기
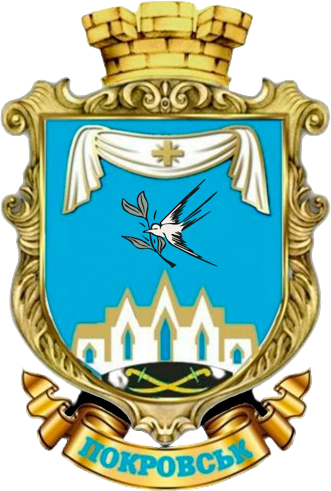
시 문장

## 인구
| 연도 | 인구   | ±%      |
| ---- | ------ | ------- |
| 1923 | 8,203  | —       |
| 1926 | 11,335 | +38.2%  |
| 1939 | 29,617 | +161.3% |
| 1959 | 47,974 | +62.0%  |
| 1970 | 55,044 | +14.7%  |

| 연도 | 인구   | ±%     |
| ---- | ------ | ------ |
| 1979 | 59,864 | +8.8%  |
| 1989 | 72,859 | +21.7% |
| 2001 | 69,154 | −5.1%  |
| 2014 | 64,533 | −6.7%  |